# Espagnac
Espagnac település Franciaországban, Corrèze megyében. Lakosainak száma 381 fő (2022. január 1.). Espagnac Clergoux, Gumond, Ladignac-sur-Rondelles, Pandrignes, Saint-Martial-de-Gimel, Saint-Pardoux-la-Croisille, Saint-Paul és Laguenne-sur-Avalouze községekkel határos.

## Népesség
A település népességének változása:
| Lakosok száma | 367  | 343  | 338  | 343  | 349  | 371  | 377  | 381  | 383  | 381  |
|               | 1968 | 1982 | 1990 | 2006 | 2013 | 2015 | 2017 | 2019 | 2020 | 2022 |